# メテオブルー
メテオブルー（英語：Meteoblue）は、スイスのバーゼル大学で設立された気象サービス。2006年、農業や太陽光発電、風力発電分野の顧客に対しサービスを提供するため、メテオブルーは企業としてのスピンオフが行われた。
1986年にバーゼル近郊で起きたサンド社の倉庫火災に端を発したCBRNE災害が設立の契機となる。火災で発生した有毒ガスから近隣住民守るため、事故当局は風向きの情報を入手するため奔走した。バーゼルはスイス、フランス、ドイツの三国に跨る立地にあり、3国の気象機関から情報を入手するも各々が矛盾していたため、この結果を受け、地元の大学の研究者たちは、気象・気候・リモートセンシングに関する研究所を共同で設立し、より正確な気象状況をモデル化するためのプロジェクトを開始した。専用のデータセンターを持っていなかったため、大学のホームページで常時閲覧することは不可能であったが、その後、アルピニストやパラグライダー、天文学者、農業従事者などに愛用される情報源にまで成長した。
民間気象会社へ移行後、地球上の任意の地点の天気予報をグラフで提供することが可能な世界初の気象サービス会社となり、欧州では3kmグリッドによるデータを提供し、サハラ砂漠以南のアフリカ大陸では10kmグリッドによる気象データの提供を行うなど、他の気象サービスではあまり見られない尺度での天気予報を提供している。また、予測に使用されるモデルはアメリカ海洋大気庁（NOAA）が開発した非静力学メソスケールモデル（NMM）とNOAA環境モデリングシステム（NOAA Environmental Modeling System, NEMS）が用いらている。
2020年、フランスのゲームソフトウェア企業である「Asobo Studio」はメテオブルーと提携し、Microsoft Flight Simulator上で使用される気象状態は実際に配信された気象情報が反映されている。